# Maria Adelaide di Cambridge
Principessa Maria Adelaide Guglielmina Elisabetta di Cambridge (Hannover, 27 novembre 1833 – White Lodge, 27 ottobre 1897) è stato un membro della famiglia reale britannica, una nipote di Giorgio III del Regno Unito, e bisnonna di Elisabetta II del Regno Unito. Divenne Duchessa di Teck per matrimonio.
Maria Adelaide è ricordata per essere la madre di Maria di Teck, consorte di Giorgio V del Regno Unito. Fu uno dei primi reali a patrocinare una vasta gamma di enti di beneficenza.

## Biografia

### Infanzia

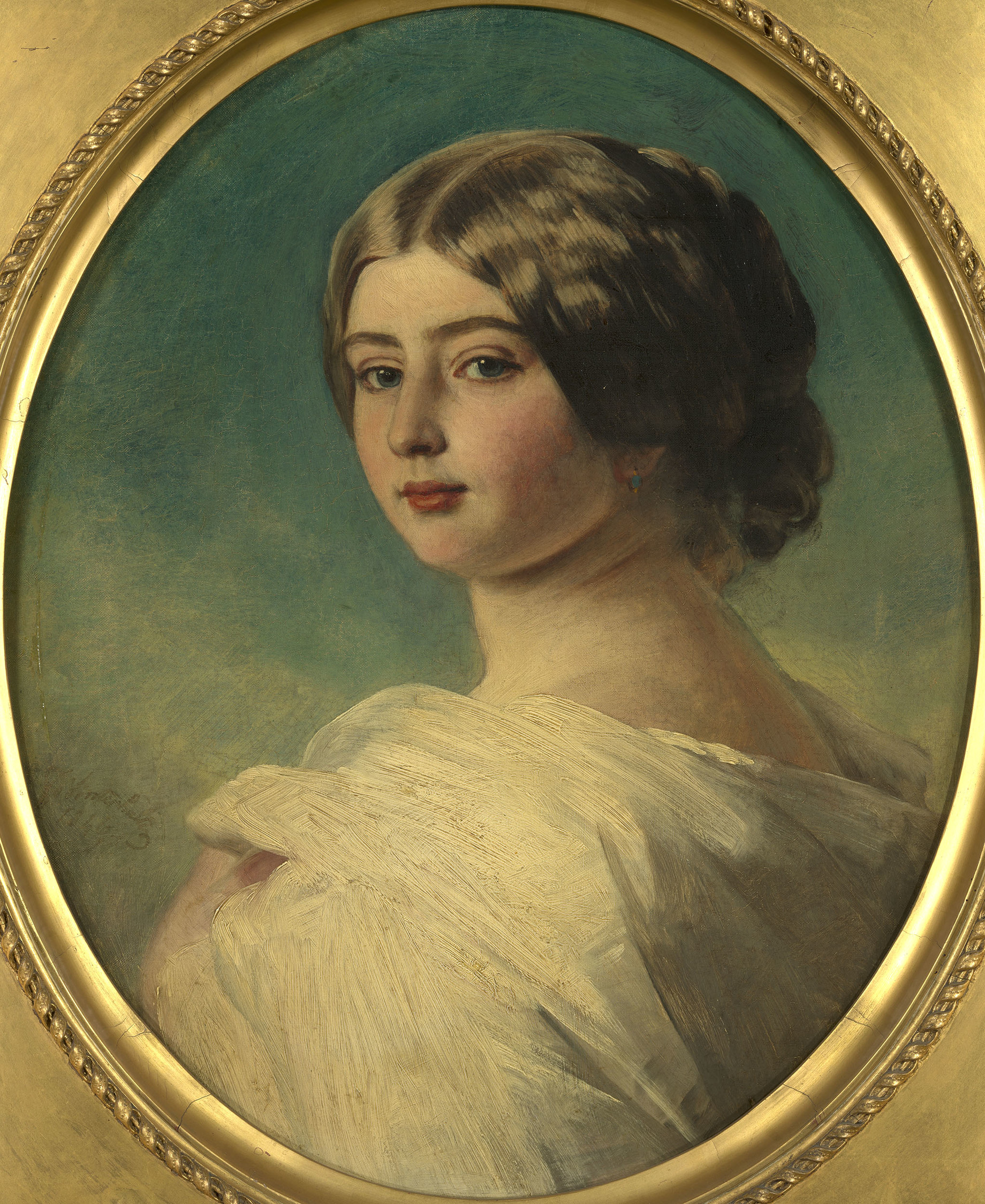
Mary di Cambridge ritratta a 13 anni da Franz Xaver Winterhalter.

Maria Adelaide nacque il 27 novembre 1833 ad Hannover in Germania. Suo padre era Adolfo, duca di Cambridge, il minore dei figli sopravvissuti di Giorgio III del Regno Unito e Carlotta di Meclemburgo-Strelitz. Sua madre era Augusta d'Assia-Kassel, figlia del principe Federico. La giovane principessa fu battezzata il 9 gennaio 1834 a Cambridge House ad Hannover dal Rev John Ryle Wood, cappellano del Duca di Cambridge. La sua madrina e zia paterna Elisabetta di Hannover, era l'unica dei padrini presenti. Gli altri, assenti o eventualmente rappresentati per procura, furono Guglielmo IV del Regno Unito, zio paterno, e Adelaide di Sassonia-Meiningen, Maria di Hannover, zia paterna, Maria d'Assia-Kassel, zia materna e Maria Luisa Carlotta d'Assia-Kassel, cugina di primo grado. Fu chiamata Maria Adelaide Guglielmina Elisabetta.
Maria Adelaide trascorse i primi anni della sua vita ad Hannover in Germania, dove suo padre funse da viceré per conto dei suoi zii Giorgio IV e poi Guglielmo IV. Il suo amore per il cibo e la tendenza a rimpinzarsi la portò a diventare seriamente in sovrappeso e al suo successivo nomignolo di "Fat Mary."
Con la morte di Guglielmo IV, nel 1837, salì al trono Vittoria, nipote di Guglielmo e cugina di Maria Adelaide. La legge salica impedì a Vittoria di salire al trono di Hannover, che dunque passò ad Ernesto Augusto, duca di Cumberland. L'unione personale che era esistita per oltre un secolo tra la Gran Bretagna e l'Hannover si concluse insieme con la disposizione per il sovrano di Hannover di vivere in Inghilterra come monarca britannico e delle sue colonie e l'utilizzo di un viceré di rappresentarli nel territorio tedesco. Pertanto Ernesto Augusto si trasferì a Hannover divenendo Ernesto Augusto I e il duca di Cambridge, non più necessario ad Hannover, tornò a Londra con la sua famiglia, stabilendo la propria residenza a Kensington Palace.

### Matrimonio

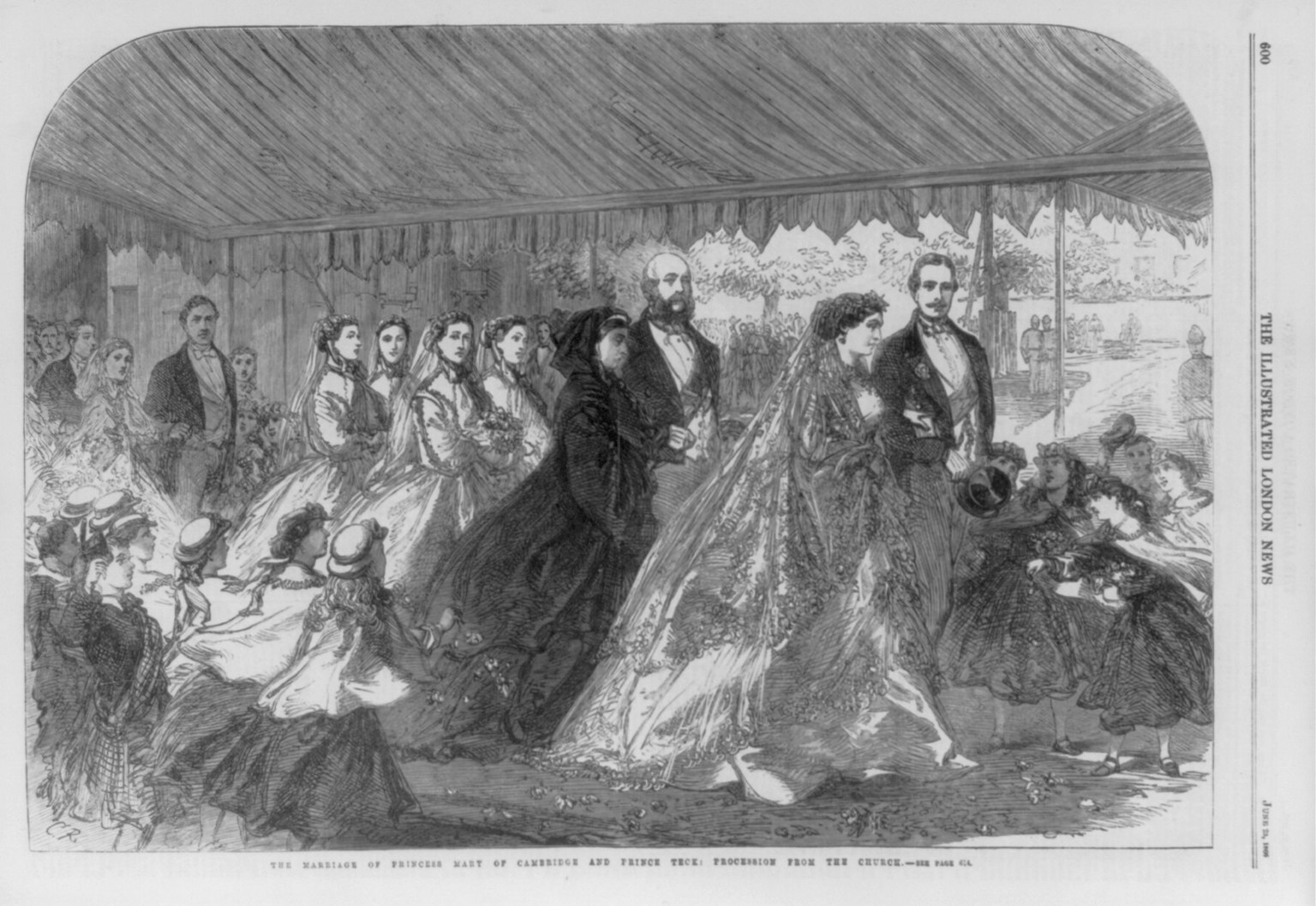
La principessa Maria Adelaide ed il principe Francesco di Teck nel giorno del loro matrimonio insieme alla famiglia reale britannica.

All'età di trent'anni, Maria Adelaide non era ancora sposata. Il suo aspetto poco attraente e la mancanza di reddito erano fattori contribuenti, come lo era la sua età avanzata. Tuttavia, il suo rango regale le impediva di sposare una persona non di sangue reale. Sua cugina, la Regina Vittoria, ebbe pietà di lei, e tentò di trovarle un marito.
Alla fine un candidato adatto fu trovato nel Regno di Württemberg, il principe Francesco di Teck. Francesco era di rango inferiore rispetto a Maria Adelaide, era il prodotto di un matrimonio morganatico, e non aveva diritti di successione al trono di Württemberg, ma aveva comunque sangue reale. Non avendo altre opportunità, Maria Adelaide decise di sposarlo. La coppia si sposò il 12 giugno 1866 nella chiesa di Sant'Anna Kew nel Surrey.
Maria Adelaide, appoggiata dalla madre e dal fratello, il duca di Cambridge, chiese che a suo marito fosse concesso il trattamento di altezza reale, ma la Regina Vittoria rifiutò. La regina fece, tuttavia, promuovere Francesco al rango di altezza nel 1887 in occasione del suo giubileo d'oro.

### Vita a Londra e viaggi in Europa
Il Duca e la Duchessa di Teck scelsero di risiedere a Londra piuttosto che all'estero, principalmente perché Maria Adelaide era l'unico sostegno della famiglia per i Teck. Ricevette 5000£ annue come rendita parlamentare per l'adempimento dei doveri reali. Sua madre, la Duchessa di Cambridge, diede loro un ulteriore contributo di 4000£. Richieste alla Regina Vittoria di fondi aggiuntivi furono generalmente rifiutate.  Tuttavia, la Regina Vittoria fornì ai Teck appartamenti a Kensington Palace e di White Lodge a Richmond Park come residenza di campagna.
Nonostante il loro reddito modesto, Maria Adelaide aveva gusti piuttosto costosi e viveva una vita stravagante fatta di abiti sfarzosi, feste grandiose e vacanze all'estero. I debiti presto si accumularono ed i Teck furono costretti a lasciare il paese nel 1883 per sfuggire ai creditori. Si recarono a Firenze e soggiornarono presso i parenti in Germania e Austria. In principio viaggiarono sotto i nomi di Conte e Contessa von Hohenstein. Tuttavia, Maria Adelaide desiderava viaggiare in modo più consono e ritornò al suo stile regale, che imponeva attenzione significativamente maggiore e un servizio migliore.

### Ultimi anni e morte
I Teck rientrarono dal loro esilio nel 1885 e continuarono a vivere a White Lodge a Richmond Park. Maria Adelaide cominciò a dedicare la sua vita agli enti di beneficenza, servendo come patrona di Barnardo's ed altri enti di beneficenza per bambini.
Nel 1891, Maria Adelaide si premurò che sua figlia Maria, nota come "May", sposasse uno dei figli del principe di Galles, il futuro Edoardo VII. Allo stesso tempo, la regina Vittoria voleva una sposa inglese per il futuro re, benché naturalmente di rango e ascendenza reale – non una nobildonna "umile" – e la figlia di Maria Adelaide soddisfaceva i criteri di rango. Dopo l'approvazione della regina Vittoria, May venne fidanzata al secondo in linea al trono britannico, il duca di Clarence e Avondale Alberto Vittorio. La morte di Alberto solo sei settimane dopo sembrò un duro colpo. Tuttavia, la Regina Vittoria era affezionata alla principessa Mary e persuase il fratello del defunto, Giorgio, duca di York, a sposarla.
Il matrimonio di Mary fra i primi ranghi della famiglia reale portò a un rinnovamento spettacolare delle fortune dei Teck, in quanto la loro figlia un giorno sarebbe diventata regina consorte. Maria Adelaide non vide mai sua figlia incoronata regina, poiché morì il 27 ottobre 1897 a White Lodge e fu sepolta nella Royal Vault della cappella di San Giorgio nel castello di Windsor.

## Discendenza

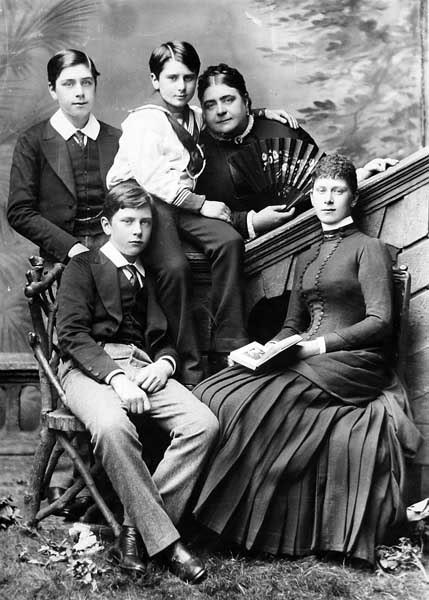
La Duchessa di Teck e la sua famiglia nel 1880 circa; il Principe Alessandro siede al centro ed abbraccia la Duchessa, la principessa Mary, futura regina Mary, siede alla sua destra.

Il duca e la duchessa di Teck ebbero quattro figli:
- Vittoria Maria (*1867 †1953). Sposò nel 1893 il duca di York Giorgio, futuro Giorgio V del Regno Unito. Ebbe discendenza;
- Adolfo (*1868 †1927). Duca di Teck e I marchese di Cambridge, sposò nel 1894 Margaret Grosvenor. Ebbe discendenza;
- Francesco (*1870 †1910). Nessuna discendenza;
- Alessandro (*1874 †1957). Fu Conte di Athlone, sposò nel 1904 la principessa Alice di Albany. Ebbe discendenza.

## Ascendenza
|                                  |                            |                                                    | Genitori                                                              |  |  | Nonni |  |  | Bisnonni                      |  |  | Trisnonni                   |  |
|                                  |                            |                                                    |                                                                       |  |  |       |  |  | Federico, principe del Galles |  |  | Giorgio II di Gran Bretagna |  |
|                                  |                            |                                                    |                                                                       |  |  |       |  |  | Federico, principe del Galles |  |  | Giorgio II di Gran Bretagna |  |
|                                  |                            | Carolina di Brandeburgo-Ansbach                    |                                                                       |  |  |       |  |  | Federico, principe del Galles |  |  |                             |  |
| Giorgio III del Regno Unito      |                            |                                                    |                                                                       |  |  |       |  |  | Federico, principe del Galles |  |  |                             |  |
|                                  |                            | Augusta di Sassonia-Gotha-Altenburg                | Federico II di Sassonia-Gotha-Altenburg                               |  |  |       |  |  |                               |  |  |                             |  |
|                                  |                            | Augusta di Sassonia-Gotha-Altenburg                | Federico II di Sassonia-Gotha-Altenburg                               |  |  |       |  |  |                               |  |  |                             |  |
|                                  |                            | Augusta di Sassonia-Gotha-Altenburg                | Maddalena Augusta di Anhalt-Zerbst                                    |  |  |       |  |  |                               |  |  |                             |  |
| Adolfo, duca di Cambridge        |                            | Augusta di Sassonia-Gotha-Altenburg                |                                                                       |  |  |       |  |  |                               |  |  |                             |  |
|                                  |                            | Carlo Ludovico Federico di Meclemburgo-Strelitz    | Adolfo Federico II di Meclemburgo-Strelitz                            |  |  |       |  |  |                               |  |  |                             |  |
|                                  |                            | Carlo Ludovico Federico di Meclemburgo-Strelitz    | Adolfo Federico II di Meclemburgo-Strelitz                            |  |  |       |  |  |                               |  |  |                             |  |
|                                  |                            | Carlo Ludovico Federico di Meclemburgo-Strelitz    | Cristiana Emilia di Schwarzburg-Sondershausen                         |  |  |       |  |  |                               |  |  |                             |  |
| Carlotta di Meclemburgo-Strelitz |                            | Carlo Ludovico Federico di Meclemburgo-Strelitz    |                                                                       |  |  |       |  |  |                               |  |  |                             |  |
|                                  |                            | Elisabetta Albertina di Sassonia-Hildburghausen    | Ernesto Federico I di Sassonia-Hildburghausen                         |  |  |       |  |  |                               |  |  |                             |  |
|                                  |                            | Elisabetta Albertina di Sassonia-Hildburghausen    | Ernesto Federico I di Sassonia-Hildburghausen                         |  |  |       |  |  |                               |  |  |                             |  |
|                                  |                            | Elisabetta Albertina di Sassonia-Hildburghausen    | Sofia Albertina di Erbach-Erbach                                      |  |  |       |  |  |                               |  |  |                             |  |
| Maria Adelaide di Hannover       |                            | Elisabetta Albertina di Sassonia-Hildburghausen    |                                                                       |  |  |       |  |  |                               |  |  |                             |  |
|                                  | Federico II d'Assia-Kassel | Guglielmo VIII d'Assia-Kassel                      |                                                                       |  |  |       |  |  |                               |  |  |                             |  |
|                                  | Federico II d'Assia-Kassel | Guglielmo VIII d'Assia-Kassel                      |                                                                       |  |  |       |  |  |                               |  |  |                             |  |
|                                  | Federico II d'Assia-Kassel | Dorotea Guglielmina di Sassonia-Zeitz              |                                                                       |  |  |       |  |  |                               |  |  |                             |  |
| Federico d'Assia-Kassel          | Federico II d'Assia-Kassel |                                                    |                                                                       |  |  |       |  |  |                               |  |  |                             |  |
|                                  |                            | Maria di Hannover                                  | Giorgio II di Gran Bretagna                                           |  |  |       |  |  |                               |  |  |                             |  |
|                                  |                            | Maria di Hannover                                  | Giorgio II di Gran Bretagna                                           |  |  |       |  |  |                               |  |  |                             |  |
|                                  |                            | Maria di Hannover                                  | Carolina di Brandeburgo-Ansbach                                       |  |  |       |  |  |                               |  |  |                             |  |
| Augusta d'Assia-Kassel           |                            | Maria di Hannover                                  |                                                                       |  |  |       |  |  |                               |  |  |                             |  |
|                                  |                            | Carlo Guglielmo di Nassau-Usingen                  | Carlo di Nassau-Usingen                                               |  |  |       |  |  |                               |  |  |                             |  |
|                                  |                            | Carlo Guglielmo di Nassau-Usingen                  | Carlo di Nassau-Usingen                                               |  |  |       |  |  |                               |  |  |                             |  |
|                                  |                            | Carlo Guglielmo di Nassau-Usingen                  | Cristina Guglielmina di Sassonia-Eisenach                             |  |  |       |  |  |                               |  |  |                             |  |
| Carolina di Nassau-Usingen       |                            | Carlo Guglielmo di Nassau-Usingen                  |                                                                       |  |  |       |  |  |                               |  |  |                             |  |
|                                  |                            | Carolina Felicita di Leiningen-Dagsburg-Heidesheim | Cristiano Carlo Reinardo di Leiningen-Dachsburg-Falkenburg-Heidesheim |  |  |       |  |  |                               |  |  |                             |  |
|                                  |                            | Carolina Felicita di Leiningen-Dagsburg-Heidesheim | Cristiano Carlo Reinardo di Leiningen-Dachsburg-Falkenburg-Heidesheim |  |  |       |  |  |                               |  |  |                             |  |
|                                  |                            | Carolina Felicita di Leiningen-Dagsburg-Heidesheim | Caterina Polissena di Solms-Rodelheim                                 |  |  |       |  |  |                               |  |  |                             |  |
|                                  |                            | Carolina Felicita di Leiningen-Dagsburg-Heidesheim |                                                                       |  |  |       |  |  |                               |  |  |                             |  |

## Titoli e trattamento
- 27 novembre 1833 – 12 giugno 1866: sua altezza reale, la principessa Maria Adelaide di Cambridge;
- 12 giugno 1866 – 16 dicembre 1871: sua altezza reale, la Principessa Francesco di Teck;
- 16 dicembre 1871 – 27 ottobre 1897: sua altezza reale, la Duchessa di Teck.

Come nipote in linea maschile di un sovrano britannico, la principessa Maria Adelaide portava il titolo di principessa del Regno Unito di Gran Bretagna e d'Irlanda, con il trattamento di altezza reale. Inoltre, come nipote in linea maschile di un re di Hannover, portava anche il titolo di Principessa di Hannover e Duchessa di Brunswick-Lüneburg.